# Ester (Castro Daire)
Ester é uma povoação portuguesa do Município de Castro Daire que foi sede da extinta Freguesia de Ester, freguesia que ocupava uma área de cerca de 1156 ha. e tinha 220 habitantes (segundo o censos de 2011). 
A Freguesia de Ester foi extinta em 2013, no âmbito de uma reforma administrativa nacional, tendo sido agregada à Freguesia de Parada de Ester, para formar uma nova freguesia denominada União das Freguesias de Parada de Ester e Ester com a sede em Parada de Ester.
Ester situa-se a 12 quilómetros de Castro Daire, na margem direita do Rio Paiva. Na antiguidade, foi uma abadia no antigo concelho de Parada-de-Ester.

## População
| População da freguesia de Ester | População da freguesia de Ester | População da freguesia de Ester | População da freguesia de Ester | População da freguesia de Ester | População da freguesia de Ester | População da freguesia de Ester | População da freguesia de Ester | População da freguesia de Ester | População da freguesia de Ester | População da freguesia de Ester | População da freguesia de Ester | População da freguesia de Ester | População da freguesia de Ester | População da freguesia de Ester |
| ------------------------------- | ------------------------------- | ------------------------------- | ------------------------------- | ------------------------------- | ------------------------------- | ------------------------------- | ------------------------------- | ------------------------------- | ------------------------------- | ------------------------------- | ------------------------------- | ------------------------------- | ------------------------------- | ------------------------------- |
| 1864                            | 1878                            | 1890                            | 1900                            | 1911                            | 1920                            | 1930                            | 1940                            | 1950                            | 1960                            | 1970                            | 1981                            | 1991                            | 2001                            | 2011                            |
| 619                             | 617                             | 650                             | 652                             | 672                             | 633                             | 590                             | 715                             | 676                             | 679                             | 542                             | 425                             | 353                             | 320                             | 220                             |

| Distribuição da População por Grupos Etários | Distribuição da População por Grupos Etários | Distribuição da População por Grupos Etários | Distribuição da População por Grupos Etários | Distribuição da População por Grupos Etários | Distribuição da População por Grupos Etários | Distribuição da População por Grupos Etários | Distribuição da População por Grupos Etários | Distribuição da População por Grupos Etários | Distribuição da População por Grupos Etários |
| -------------------------------------------- | -------------------------------------------- | -------------------------------------------- | -------------------------------------------- | -------------------------------------------- | -------------------------------------------- | -------------------------------------------- | -------------------------------------------- | -------------------------------------------- | -------------------------------------------- |
| Ano                                          | 0-14 Anos                                    | 15-24 Anos                                   | 25-64 Anos                                   | > 65 Anos                                    |                                              | 0-14 Anos                                    | 15-24 Anos                                   | 25-64 Anos                                   | > 65 Anos                                    |
| 2001                                         | 51                                           | 41                                           | 114                                          | 114                                          |                                              | 15,9%                                        | 12,8%                                        | 35,6%                                        | 35,6%                                        |
| 2011                                         | 20                                           | 26                                           | 87                                           | 87                                           |                                              | 9,1%                                         | 11,8%                                        | 39,5%                                        | 39,5%                                        |

Média do País no censo de 2001:  0/14 Anos-16,0%; 15/24 Anos-14,3%; 25/64 Anos-53,4%; 65 e mais Anos-16,4%
Média do País no censo de 2011:   0/14 Anos-14,9%; 15/24 Anos-10,9%; 25/64 Anos-55,2%; 65 e mais Anos-19,0%

## Lugares
Faziam parte da Freguesia de Ester os lugares de:
- Braceiro
- Ester de Cima
- Ester de Baixo
- Faifa
- Paçô
- Ribeira de Ester
- Vilarinho

## Património
- Igreja de Ester
- Capela do Sr. da Piedade
- Capela do Sr. da Agonia
- Capela de Nossa Senhora da Conceição (Ester de Cima)
- Capela Sr dos Aflitos (Paçô)
- Capela de S. Antão (Faifa)

## Colectividades
- Associação Cultural Recreativa Desportiva de Ester de Cima
- Associação Sócio-Cultural Recreativa e de Melhoramentos de Faifa
- Rancho Folclórico “Ecos de Montemuro”

## Instituições em Ester
- Escola 1º CEB

## Festas e romarias
- Santo António – Ester de Cima (fim de semana próximo de 13 de Junho)
- S. Pedro - Ester de Baixo (29 de Junho)
- S. Antão – Faifa (2º domingo de Agosto)
- Santa Luzia – Ribeira (3º domingo de Agosto)